# 佩雷莫哈 (克拉斯諾赫拉德區)
49°19′55″N 35°20′1″E / 49.33194°N 35.33361°E
佩雷莫哈（烏克蘭語：Перемога）是位於烏克蘭東部的村莊，由哈爾科夫州别列斯京区的扎切皮利夫卡市鎮負責管轄。該村始建於1920年，面積0.26平方公里，海拔高度150米，2001年人口75，人口密度每平方公里288.5人。